# Genlog
Genlog ist eine deutsche Band, die überwiegend Musik aus den Bereichen Techno und Drum and Bass produziert. Sie besteht aus Claus Pieper (* 23. Juni 1964), Oliver Kuntzer (* 15. August 1967) und Ingo Kays. Die Gruppe veröffentlichte auch unter den Projektnamen Atropin Project, The Bleachers, Energy Artist Squad und Kemiri.

## Geschichte
Die Debütsingle Genlog EP Vol. 1 mit dem Hit Mockmoon erschien 1992 auf dem belgischen Label Music Man und brachte der Band einen Auftritt auf dem Großrave Mayday. 1993 erfolgte der Wechsel zum Berliner Label Low Spirit. Es folgten mehrere Auftritte wie zum Beispiel bei der Low-Spirit-Tour und den nachfolgenden Mayday-Veranstaltungen.
Im Juli 1997 erschien ihr erstes Album Alive and Kicking. 2002 wurde das Album von Mockmoon wiederveröffentlicht, mit Remixen von Erik Vyskooil sowie Rave Allstars alias Jens Ophälders, Paul Hutsch und Stefan Müller.
Im selben Jahr erschien die Single This Is Not a Lovesong. Diese entstand in Zusammenarbeit mit Transmitter-Frontmann Jeff Ogle. Als der Track erschien, waren bereits Coverversionen des PIL-Klassikers This Is Not a Love Song im Umlauf. Jedoch handelt es sich um eine komplette Eigenkomposition. Im Jahr 2002 trennten sich Pieper und Kuntzer. Seitdem produziert Claus Pieper zusammen mit Lars Holzapfel und Werner Balzuweit unter dem Projektnamen Eigenart.

## Diskografie

### Alben
- 1996: Genlog – Alive and Kicking (Low Spirit Recordings)
- 1998: Genlog – Rosa Lauschen (Low Spirit Recordings)
- 2000: Kemiri – Kemiri (Strichcode Records)
- 2002: Genlog – Real Techno in the Mix (Doppel-CD, DJ-Mix, Premium)

### Singles und EPs
- 1992: Genlog – Genlog EP Vol. 1 (Music Man Records)
- 1993: Genlog – Can You Feel It? (Liquid Rec.)
- 1993: Genlog – House for You and Me (Music Man Records)
- 1993: Genlog – It Feels So… (Low Spirit Recordings)
- 1993: Genlog – Mockmoon (Remix) (Music Man Records)
- 1994: Genlog – 12" Collection (Music Man Records)
- 1994: Genlog – Eiskalt (Low Spirit Recordings)
- 1994: Genlog – Revolution (Low Spirit Recordings)
- 1994: Atropin Project – Frequency (Liquid Rec.)
- 1995: Energy Artist Squad – Energy ’95 – The Assembly (Energetic Records, Magic Move)
- 1995: Genlog – Airwalk (Low Spirit Recordings)
- 1996: Genlog – Ceasefire (Low Spirit Recordings)
- 1996: Genlog – Face Da Music (Urban)
- 1997: Atropin Project – The Real Man (Poison Recordings)
- 1998: Genlog – More Music (Low Spirit Recordings)
- 1999: The Bleachers – Step One (Timing Recordings)
- 2000: Atropin Project – Plusier (2001)
- 2001: Atropin Project – Patrick (2001)
- 2002: Genlog – Mockmoon 2002 (Go For It)
- 2002: Genlog – This Is Not a Lovesong (Urban)

### Remixe
- 1994: Marusha – Over the Rainbow (Low Spirit Recordings)
- 1994: RMB – Redemption (Low Spirit Recordings)
- 1995: DJ Hooligan – Sueno Futuro (Wake Up and Dream) (Ultrahard)
- 2000: Music Instructor – Super Fly (Fuel Records)